# Gongylosoma longicauda
Gongylosoma longicauda (syn. Gongylosoma longicaudum) är en ormart som beskrevs av Peters 1871. Gongylosoma longicauda ingår i släktet Gongylosoma och familjen snokar. Inga underarter finns listade i Catalogue of Life.
Arten förekommer i Sydostasien på Borneo, Sumatra, Java och på flera mindre öar i regionen. Den lever i låglandet och i kulliga områden upp till 600 meter över havet. Gongylosoma longicauda vistas i skogar och den håller till på marken. Födan utgörs troligen av spindlar. Det är inte utrett hur arten fortplantar sig.
För beståndet är inga hot kända. IUCN listar arten som livskraftig (LC).